# Stefan Gałęzowski

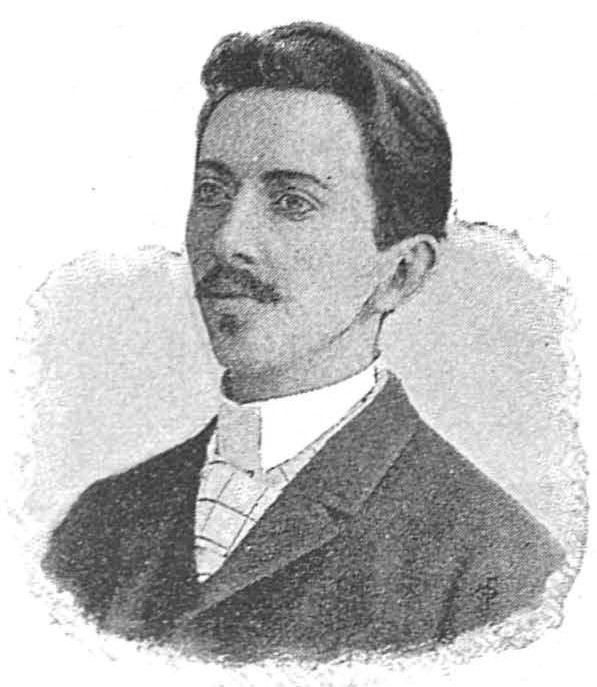
Stefan Gałęzowski (ok. 1893)

Stefan Andrzej Gałęzowski (ur. 30 listopada 1863 w Warszawie – zm. w 1944 w Bydgoszczy) – polski architekt i inżynier cywilny. 

## Życie
Ukończył szkołę realną w Warszawie (1884). W latach 1884–1893 studiował w Petersburgu, gdzie ukończył z tytułem inżyniera cywilnego pierwszej kategorii wraz ze srebrnym medalem Instytut Inżynierów Cywilnych (1889). W ramach praktyk letnich pracował wówczas w Stacji Filtrów w Warszawie, uczestnicząc w budowie obiektów technicznych i gmachu administracji. Następnie uzupełniał studia w Wydziale Architektury Cesarskiej Akademii Sztuk Pięknych (1889-1893). Podczas tych studiów odbywał praktykę jako asystent znanego architekta Stefana Szyllera (1857–1933) w Warszawie. Studia ukończył przedstawiając pracę dyplomową Проект гостиницы для приезжающих в столичном городе za którą uzyskał tytuł architekta-artysty I klasy (1893).
Po studiach pracował jako wykładowca w Akademii Sztuk Pięknych (1893-1895) a następnie w latach 1895-1917w Instytucie Inżynierów Cywilnych od 1914 jako profesor w Katedrze Projektowania Architektonicznego, a także jako docent w Instytucie Inżynierów Technologii. Od 1889 prowadził zajęcia w Instytucie Inżynierów Komunikacji i w Żeńskim Instytucie Politechnicznym.  Był od 1894 członkiem rosyjskiego Stowarzyszenia Inżynierów Cywilnych i Petersburskiego Towarzystwa Architektów. W tym ostatnim był przez wiele lat członkiem zarządu i wiceprzewodniczącym. Członek komisji redakcyjnej  czasopisma Towarzystwa  Architektów-Artystów„Зодчий", w którym publikował w latach 1912–1916. Od 1906 prezes Koła Architektów, utworzonego przy Polskim Towarzystwie Zachęty Sztuk Pięknych. Oprócz prac architektonicznych wykonał wiele pomników nagrobnych, niektóre z nich otrzymały nagrody m.in. na konkursach w Moskwie, Jałcie i Paryżu,
Do Polski wrócił pod koniec 1918. Początkowo mieszkał w Warszawie, gdzie został kierownikiem referatu w Departamencie Budownictwa w Ministerstwie Spraw Wojskowych. W tym czasie tworzył projekty budynków szkół resortowych, instytucji badawczych, osiedli mieszkaniowych. Był autorem ocen, korekt i projektów obiektów budowlanych dla budowanej w latach 1926–1933 magistrali węglowej Śląsk–Gdynia. Następnie przeniósł się do Bydgoszczy. W tym czasie tworzył projekty budynków mieszkalnych i gmachów administracyjnych. Członek warszawskiego oddziału Stowarzyszenia Architektów Polskich.

### Ważniejsze realizacje architektoniczne Stefana Gałęzowskiego
- Petersburg - projekt rzymskokatolickiego kościoła pw. Najświętszego Serca Jezusa za Newską zastawą (obecnie ul. Babuszkina 57) realizowany w latach 1907.-1917Miała mieć dwie wysokie wieże, których jednak ze względu na brak środków nie zbudowano.
- Petersburg - zespół kamienic czynszowych wraz hotelem przy prospekcie Ligowskim 44. wzniesiony w latach 1910–1912. Budowla miała cechy północnego modernizmu. Jej nowatorska konstrukcja stała się prototypem systemu podziału sekcyjnego i blokowego, opracowanego dopiero w dobie funkcjonalizmu, w latach 30. XX w. Budynek był ponadto wyposażony w najnowsze urządzenia techniczne: własną centralę telefoniczną i windę.
- Petersburg - zrealizowany w latach 1911-1912 projekt lewego skrzydła Instytutu Inżynierów Cywilnych w którym znajduje się Muzeum Transportu Kolejowego przy ul. Sadowej 50
- Moskwa - projekt sali restauracyjnej hotelu Metropol w Moskwie, zrealizowany w latach 1901-1905 wraz z Pawłem Wiśniewskim (1862–?)
- Hungerburg - kościół rzymskokatolicki
- Kołomiagi - 20-pokojową willa-pensjonat „Iren”
- Lipawa - Dom Spotkań Oficerów Marynarki, budynek komendantury portu wojennego, budynki stacji radiotelegraficznej i dworca pasażerskiego twierdzy lipawskiej zbudowane w latach 1898–1907
- projekt budynków mieszkalnych i gmachów administracyjnych dla nowojorskiego Towarzystwa „Ulen & Company”,
- projekt Dyrekcji Lasów Państwowych
- Gdańsk - projekt kompleksu dla straży granicznej wraz budynkami mieszkalnymi

## Życie prywatne
Urodził się w rodzinie urzędniczej, był synem Piotra i Julii z domu Boller. Jego żoną była Zofia z domu Bachmińska.